# Horisme teresa
Horisme teresa là một loài bướm đêm trong họ Geometridae.